# Мудра

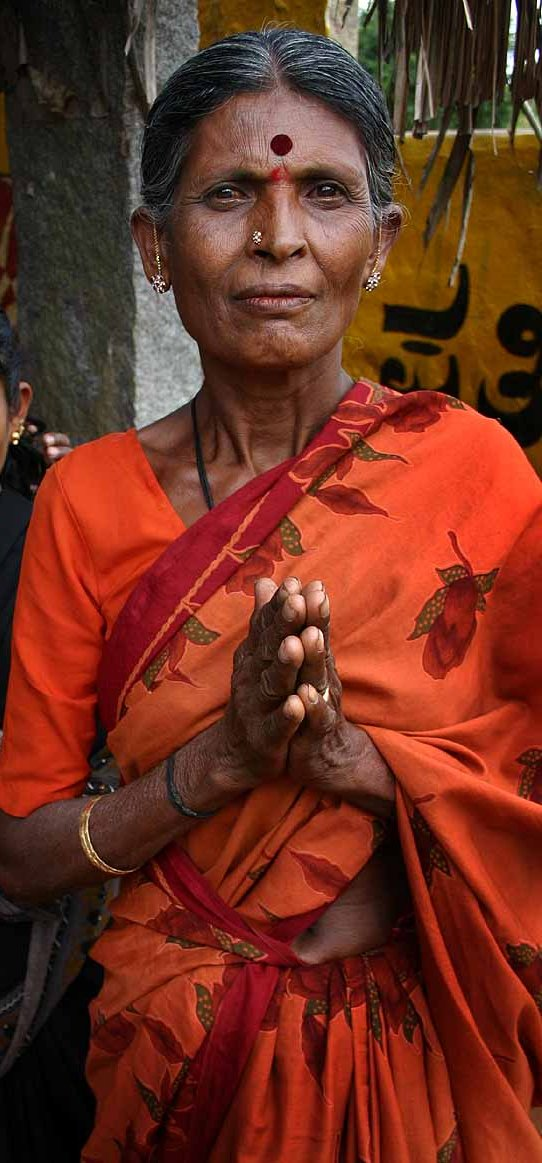
Жінка з укладеною Намаскара мудрою

Мудра (санскр. मुद्रा, mudrā IAST, «печать, знак») — особливі жести і пози, що використовуються в ритуальній практиці індуїзму, буддизму та в споріднених їм містичних навчаннях. У йозі та ритуальній практиці тантризму мудри застосовуються як магічні прийоми, які допомагають адепту зберегти енергію і уберегтися від усякого зла.
Мудри є складними фігурами з пальців — свого роду вправами, в яких особливим чином перемикаються елементи.
Мудра — це положення пальців рук, спосіб створення певної енергетичної конфігурації, інструмент роботи людини зі своїм тілом і простором навколо нього.
Багато традицій розглядає пальці людини, як провідники енергетичних меридіанів в тілі людини. Кожна частина, кожна фаланга «відповідає», якщо так можна висловитися, за поведінку певного органу людського організму, за його енергетичну структуру.
Корені цієї методики сягають традиції Аюрведи — давньої індійської медицини, вважаю що свідомість є енергією, що проявляється в п'ятьох основних елементах: ефірі (небо), повітрі, вогні, воді та землі. Розуміння взаємодії цих основних елементів складає суть Аюрведи — повноцінне здоров'я є результатом рівноваги, зокрема збалансованості цих елементів.
За Аюрведою кожний палець руки відповідає одному з цих елементів.
Також мудри використовуються в класичній йозі. У йозі, мудри — це не тільки положення рук, але і положення тіла, які зовні схожі на асани, наприклад йога-мудра, шактічелані-мудра; положення очей, наприклад самбхаві-мудра, язика — надхо-мудра, і навіть ануса — ашвіні-мудра. У Гхеренда самхіті можна зустріти 25 мудр, проте в сумі з іншими джерелами мудр, набагато більше.

## Значення пальців

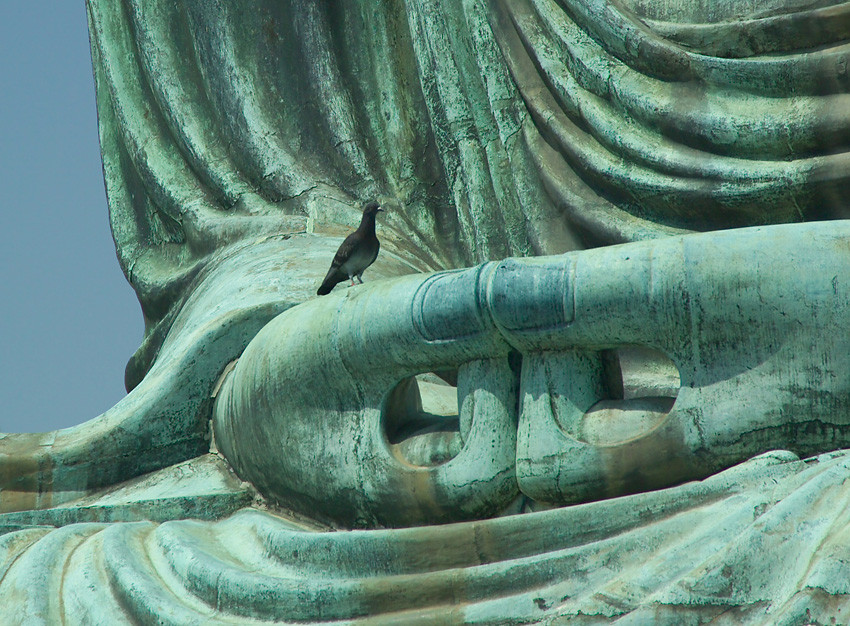
Статуя «Великого Будди» з укладеною Дг'яна-мудрою

Великий палець — відповідає стихії вітру, першоелементу дерева, Духу-Отцю, статевій чакрі, головному мозку, планета Марс, асоціюється із синім кольором. Верхня фаланга відповідає жовчному міхуру, нижня печінці. Масаж першого пальця поліпшує діяльність головного мозку і лімфатичної системи.
Вказівний палець — стихія вогню, Божа Воля, горлова чакра, планета Юпітер (влада, авторитет, самолюбство — вічна зміна речей, прийняття життя зі всіма її гранями), блакитний колір. Верхня фаланга — тонка кишка, середня серце. Масаж другого пальця нормалізує роботу шлунка, стимулює «вогонь травлення», товста кишка, нервову систему, хребет і головний мозок.
Середній палець — стихія землі. Уособлює Святий Дух, відповідає чакрі сонячного сплетіння, планетам Сатурн (владика карми, долі, закону) і Землі, фіолетовому кольору, холоду. Верхня фаланга — шлунок, підшлункова залоза, селезінка. Масаж третього пальця покращує функцію кишки, кровоносної системи, стимулює роботу головного мозку, травлення, допомагає впоратися з алергією, занепокоєнням, тривожністю.
Безіменний палець — відповідає металу, лобовій чакрі, Сонцю, червоно-вогненному кольору. Верхня фаланга — товста кишка, середня — легені. Масаж четвертого пальця відновлює роботу печінки, стимулює роботу ендокринної системи, позбавляє від депресії, зневіри, туги. Цей меридіан керує всіма захисними функціями організму і відповідає за температуру тіла. Створює передумови для доброго функціонування імунної системи.
Мізинець — стихія води, серцева чакра, холод, планета Меркурій, зелений колір. Верхня фаланга — сечовий міхур, середня — нирки. Масаж мізинця відновлює роботу серця, тонкої кишки, дванадцятипалої кишки, нормалізує психіку, звільняє від страхів, паніки, жаху, лякливості.
Кількість мудр для рук досить велика, і деякі з них найчастіше можна побачити на зображеннях відомих йогів і мудреців. Крім свого символічного значення, а також певного нейрохімічного впливу, вони мають здатність пробудження прихованих сил — за умови досить тривалої практики, коли зберігається непохитне бажання відчути невимовний і неописуваний сенс мудри.